# 光華路 (高雄市)
光華路（Guanghua Rd.）為高雄市連結新興區、苓雅區及前鎮區的南北向重要道路。本道路共分成四個部分，北起於民生一路口接民族二路，經過光華夜市後逐漸右彎向西，西止於中華五路口為止。光華路也是台17線中山路北上銜接台1線民族路的便道。

## 行經行政區域
（由北至南）
- 新興區
- 苓雅區
- 前鎮區

## 分段
光華路共分為三個部份：
- 光華一路：北起於民生一路口接民族二路，南於三多二路口接光華二路。
- 光華二路：北於三多二路口接光華一路，南於一心一路口接光華三路。
- 光華三路：北於一心一路口接光華二路，南止於中山三路口。
- 光華四路：東於中山三路口接光華三路，西止於中華五路口。

## 沿線設施
（由北至南）
- 光華一路
  - 鼎新公園
  - 自來水公園
  - 林德官代天府(257號)
  - 台灣基督長老教會光華教會(148-38號)
  - 文化中心郵局(148-30號)
  - 林德官德興殿(148-6號)

- 光華二路
  - 光華夜市
  - 二聖公園
  - 高雄市立中正高級工業職業學校(197號)
    - 中正高工足球場

  - 國軍高雄總醫院高雄門診中心(51號)
  - 家樂褔光華店
- 光華三路
  - 光華公園
  - 前鎮31期公園（竹南里公園）
  - 中山三路
- 光華四路
  - 五號船樂公園
  - 五號船渠

## 公車資訊
- 光華一路
  - 統聯客運（市區公車）
    - 11 瑞豐站－鹽埕埔

  - 港都客運
    - 36 前鎮站－高雄火車站

  - 漢程客運
    - 72 金獅湖站－中正高工

  - 南台灣客運
    - 90 民族幹線 捷運三多商圈站－高鐵左營站

- 光華二路
  - 漢程客運
    - 72 金獅湖站－中正高工

  - 東南客運
    - 紅16 高雄軟科園區－捷運獅甲站－捷運三多商圈站

- 光華三路
  - 港都客運
    - 36 前鎮站－高雄火車站

  - 東南客運
    - 紅16 高雄軟科園區－捷運獅甲站－捷運三多商圈站

## 公共自行車
- 高雄市公共自行車租賃系統：
  - 四維光華一路口：四維二路/光華一路(西南側)
  - 三多二光華一路口：三多二路/光華一路(西北側)
  - 二聖公園：光華二路/英德街口(東南角)
  - 中正高工(黃埔街口)：光華二路159號(對面中正足球場前人行道)
  - 中正高工(汕頭街口)：光華二路80號(前)(中正高工前人行道)
  - 光華鄭和南路口：光華三路/鄭和南路(東南側)

## 內部連結
- 高雄市主要道路列表